# توماس كريستينسيسن
توماس كريستينسيسن (بالدنماركية: Thomas Kristensen)‏ (17 أبريل 1983 في الدنمارك - ) هو لاعب كرة قدم دانمركي في مركز الوسط. شارك مع منتخب الدنمارك لكرة القدم. أما مع النوادي، فقد لعب مع أدو دين هاغ ونادي كوبنهاغن ونادي لينغبي ونادي نوردشيلاند.

## وصلات خارجية
- توماس كريستينسيسن على موقع الاتحاد الدولي (مؤرشف)  (الإنجليزية)
- توماس كريستينسيسن على موقع قاعدة بيانات كرة القدم.إي يو (الإنجليزية)
- توماس كريستينسيسن على موقع ناشيونال فوتبول تيمز (الإنجليزية)
- توماس كريستينسيسن على موقع Soccerway.com (الإنجليزية)
- توماس كريستينسيسن على موقع AS.com (الإسبانية)